# Karleby prästgård
Karleby prästgård, även kallat Chydenius prästgård, (finska: Kaarlelan pappila) är en av Finlands äldsta bevarade prästgårdar och den enda prästgården i karolinsk stil i landet. Prästgården ligger i Karleby kommun i Mellersta Österbotten. Karleby prästgård färdigställdes efter Stora nordiska kriget mellan åren 1736-1737. Prästgårdens nuvarande exteriör härstammar dock från Anders Chydenius tid från 1770-talet.
Karleby prästgård upprätthålls av Anders Chydenius Prästgårdsförening som grundades 2011. Prästgården ägs av Karleby kyrkliga samfällighet. I januari 2023 berättade Rundradion att arkitektsritningar för prästgårdens renovering har färdigställts och att man ansöker om bidrag för att kunna reparera prästgården.
Hälften av prästgården fungerar som bostad.

## Historia och arkitektur
Karleby prästgårds grundplan liknar modellritningar som fastställdes 1731 för ämbetshus för överstar. Huset rymmer två salar och ändkamrar, vilket skiljer sig från det minimikrav som fastställdes för prästgårdar år 1727, som enbart inkluderade en mittsal. Kyrkoherde Karl Gustav Werander hade specifika önskemål som resulterade i att prästgården blev avsevärt längre än genomsnittet. Byggnaden sträcker sig över hela 30 meter i längd och är 9,6 meter bred.
Karleby prästgårds exteriör härstammar från Anders Chydenius tid på 1770-talet. Prästgården har ett högt valmat tak som var kännetecknande för den karolinska arkitekturen. År 1773 genomförde Chydenius en omfattande renovering av prästgården, då högre fönster installerades, taket ersattes med spåntak och de yttre väggarna kläddes med stående brädfodring som målades med rödmylla. Chydenius ritade även Karleby prästgårds ekonomibyggnader.
På 1870-talet delades Karleby prästgårds stora sal upp i tre separata rum. Huvudingången flyttades till Karleby kyrka-sidan av byggnaden, och en ny glasveranda byggdes. Under 1930-talet genomfördes en omfattande renovering av prästgården. Verandan revs och prästgården fick tillbaka alla sina ursprungliga 18 fönster. Dessutom flyttades huvudingången tillbaka till sin ursprungliga plats.